# Pyrrhura viridicata
Il parrocchetto di Santa Marta (Pyrrhura viridicata Todd, 1913) è un uccello della famiglia degli Psittacidi. Questa specie, affine al parrocchetto panciacremisi ma diversa nella colorazione, si presenta completamente verde, con una banda rossa sul petto e lo scudo ventrale ridotto; con taglia attorno ai 25 cm; ha sfumature rosse anche sulla spalla, sul sottocoda, sotto l'ala, insieme a un po' di giallo, e nella zona periauricolare. Ha un areale ridottissimo, nella Sierra Nevada di Santa Marta in Colombia, dove abita la foresta primaria tra i 1800 e i 2800 metri. Le coltivazioni di marijuana e di cocaina prima, i diserbanti per distruggere la droga poi, hanno ridotto il suo habitat a circa il 15% di quello che era pochi anni fa portando la specie sull'orlo dell'estinzione: in natura ne esistono non più di 200 esemplari.